# Телетоп

Телетоп фірми Carl Zeiss.

Телетоп (рос. телетоп, англ. teletop нім. Teletop) – топографічний бусольний прилад з оптико-механічним далекоміром подвійного зображення і металевим вертикальним кругом; призначений для безрейкової тахеометричної зйомки невеликих ділянок земної поверхні.